# 旋轉門问题
旋轉門條款（英語：Revolving door），或稱為公務員離職後利益迴避條款，目的為防弊，防止公務員利用其服務公職之機會累積日後轉業之資產，以便日後任職營利事業時循原任公職時之管道或機會，牟取不當利益或取得其他競爭者所無法享有之便利。透過這種方式擔任新職位的人被蔑稱為「門神」。

## 中華民國
民國111年6月22日修正公布之《公務員服務法》第16條：「公務員於其離職後三年內，不得擔任與其離職前五年內之職務直接相關之營利事業之董事、監察人、經理、執行業務之股東或顧問。」